# スティーヴ・シドウェル
スティーヴン・ジェイムズ・"スティーヴ"・シドウェル（Steven James "Steve" Sidwell, 1982年12月14日 - ）は、イングランド・ワンズワース出身の元サッカー選手。現役時代のポジションはMF（セントラルミッドフィールダー）。

## 経歴

### アーセナル
アーセナルFCのユースを経て、1999年に同クラブでプロとしてのキャリアをスタート。その後は期限付き移籍を繰り返す。アーセナル時代にFAユースカップ制覇、UEFA U-21欧州選手権出場の経歴を持っている。

### レディング
2003年2月11日にアラン・パーデュー率いるレディングFCに移籍。移籍金は非公表で、契約期間は3年半となる。2005-06シーズンには、クラブのチャンピオンシップ優勝に貢献した。同シーズンを終え契約が残り1年となっていた中、契約延長オファーを断った。2006-07シーズン終了を以てクラブとの契約を満了し退団することが、スティーヴ・コッペル監督により明かされた。

### チェルシー
2007-08シーズンより、チェルシーFCへフリートランスファーで加入。出場機会には恵まれないものの貴重なバックアッパーとして活躍する。

### アストン・ヴィラ
2008-09シーズンからはアストン・ヴィラFCへ移籍。移籍金は500万ポンドで、3年間の契約を締結した。

### フラム
2010-2011シーズン冬の移籍市場でフラムFCに移籍金非公開で移籍し、3年半の契約を締結した。2013-2014シーズンの結果クラブの降格が決定し、ダミアン・ダフら9選手と共に放出された。

### ブライトン
2016年1月25日、チャンピオンシップのブライトン・アンド・ホーヴ・アルビオンFCへシーズン終了までの期限付き移籍で復帰。2016-17シーズンより完全移籍となりレギュラーとしてプレー、クラブのプレミアリーグ昇格に貢献した。2017年6月7日、ブライトンとの契約を1年間延長。翌シーズンは後背部や足首の手術により出場機会はなく、シーズン終了後にファーマー・スタジアムを去った。2018年8月21日、ブライトン時代の同僚であるリアム・ロシニアーとの対談番組に出演。故障を理由に現役引退を表明した。

## 人物
背中にはプロポーズしたときの言葉のタトゥーを彫っている。